# Centrali elettronucleari in Giappone
Nel giugno 2018 in Giappone sono attive 20 centrali nucleari per la produzione di energia elettrica, nelle quali sono operativi 42 reattori nucleari.
Sono stati dismessi 18 reattori nucleari: 11 BWR, 4 PWR, 1 Magnox, 1 HWLWR ed 1 FBR.
Risulta in costruzione 2 reattore nucleare di tipo ABWR.
Tutti i dati della tabella sottostante sono aggiornati a febbraio 2020 e tratti dal sito web dell'Agenzia internazionale per l'energia atomica e dalla World Nuclear Association.
| Reattori operativi |                    |           |                    |                                    |                                   |                              |
| Centrale | Potenza netta (MW) | Tipologia | Inizio costruzione | Allacciamento alla rete            | Produzione commerciale            | Dismissione (prevista)       |
| Genkai (Reattore 3) | 1127               | PWR       | 1º giugno 1988     | 15 giugno 1993                     | 18 marzo 1994                     |                              |
| Genkai (Reattore 4) | 1127               | PWR       | 15 luglio 1992     | 12 novembre 1996                   | 25 luglio 1997                    |                              |
| Hamaoka (Reattore 3) | 1056               | BWR       | 18 aprile 1983     | 20 gennaio 1987                    | 28 agosto 1987                    |                              |
| Hamaoka (Reattore 4) | 1092               | BWR       | 13 ottobre 1989    | 27 gennaio 1993                    | 3 settembre 1993                  |                              |
| Hamaoka (Reattore 5) | 1212               | ABWR      | 12 luglio 2000     | 26 aprile 2004                     | 18 gennaio 2005                   |                              |
| Higashi dori (Tohoku) (Reattore 1) | 1067               | ABWR      | 7 novembre 2000    | 9 marzo 2005                       | 8 dicembre 2005                   |                              |
| Ikata (Reattore 3) | 846                | PWR       | 1º ottobre 1990    | 29 marzo 1994                      | 15 dicembre 1994                  |                              |
| Kashiwazaki-Kariwa (Reattore 1) | 1067               | BWR       | 5 giugno 1980      | 13 febbraio 1985                   | 18 settembre 1985                 |                              |
| Kashiwazaki-Kariwa (Reattore 2) | 1067               | BWR       | 18 novembre 1985   | 8 febbraio 1990                    | 28 settembre 1990                 |                              |
| Kashiwazaki-Kariwa (Reattore 3) | 1067               | BWR       | 7 marzo 1989       | 8 dicembre 1992                    | 11 agosto 1993                    |                              |
| Kashiwazaki-Kariwa (Reattore 4) | 1067               | BWR       | 5 marzo 1990       | 21 dicembre 1993                   | 11 agosto 1994                    |                              |
| Kashiwazaki-Kariwa (Reattore 5) | 1067               | BWR       | 20 giugno 1985     | 12 settembre 1989                  | 10 aprile 1990                    |                              |
| Kashiwazaki-Kariwa (Reattore 6) | 1315               | ABWR      | 3 novembre 1992    | 29 gennaio 1996                    | 7 novembre 1996                   |                              |
| Kashiwazaki-Kariwa (Reattore 7) | 1315               | ABWR      | 1º luglio 1993     | 17 dicembre 1996                   | 2 luglio 1997                     |                              |
| Mihama (Reattore 3) | 780                | PWR       | 7 agosto 1972      | 19 febbraio 1976                   | 1º dicembre 1976                  | 2036                         |
| Ohi (Reattore 3) | 1127               | PWR       | 3 ottobre 1987     | 7 giugno 1991                      | 18 dicembre 1991                  |                              |
| Ohi (Reattore 4) | 1127               | PWR       | 13 giugno 1988     | 19 giugno 1992                     | 2 febbraio 1993                   |                              |
| Onagawa (Reattore 2) | 796                | BWR       | 12 aprile 1991     | 23 dicembre 1994                   | 28 luglio 1995                    |                              |
| Onagawa (Reattore 3) | 796                | BWR       | 23 gennaio 1998    | 30 maggio 2001                     | 30 gennaio 2002                   |                              |
| Sendai (Reattore 1) | 846                | PWR       | 15 dicembre 1979   | 16 settembre 1983                  | 4 luglio 1984                     | 2024                         |
| Sendai (Reattore 2) | 846                | PWR       | 12 ottobre 1981    | 5 aprile 1985                      | 28 novembre 1985                  | 2025                         |
| Shika (Reattore 1) | 505                | BWR       | 1º luglio 1989     | 12 gennaio 1993                    | 30 luglio 1993                    |                              |
| Shika (Reattore 2) | 1108               | BWR       | 20 agosto 2001     | 4 luglio 2005                      | 15 marzo 2006                     |                              |
| Shimane (Reattore 2) | 789                | BWR       | 2 febbraio 1985    | 11 luglio 1988                     | 10 febbraio 1989                  |                              |
| Takahama (Reattore 1) | 780                | PWR       | 25 aprile 1970     | 27 marzo 1974                      | 14 novembre 1974                  | 2034                         |
| Takahama (Reattore 2) | 780                | PWR       | 9 marzo 1971       | 17 gennaio 1975                    | 14 novembre 1975                  | 2035                         |
| Takahama (Reattore 3) | 830                | PWR       | 12 dicembre 1980   | 9 maggio 1984                      | 17 gennaio 1985                   | 2025                         |
| Takahama (Reattore 4) | 830                | PWR       | 19 marzo 1981      | 1º novembre 1984                   | 5 giugno 1985                     | 2025                         |
| Tokai (Reattore 2) | 1060               | BWR       | 3 ottobre 1973     | 13 marzo 1978                      | 28 novembre 1978                  |                              |
| Tomari (Reattore 1) | 550                | PWR       | 18 aprile 1985     | 6 dicembre 1988                    | 22 giugno 1989                    |                              |
| Tomari (Reattore 2) | 550                | PWR       | 13 giugno 1985     | 27 agosto 1990                     | 12 aprile 1991                    |                              |
| Tomari (Reattore 3) | 866                | PWR       | 18 novembre 2004   | 20 marzo 2009                      | 22 dicembre 2009                  |                              |
| Tsuruga (Reattore 2) | 1110               | BWR       | 6 novembre 1982    | 19 giugno 1986                     | 17 febbraio 1987                  |                              |
| Totale: 33 reattori per complessivi 31.679 MW |                    |           |                    |                                    |                                   |                              |
| Reattori in costruzione |                    |           |                    |                                    |                                   |                              |
| Centrale | Potenza netta (MW) | Tipologia | Inizio costruzione | Allacciamento alla rete (previsto) | Produzione commerciale (previsto) | Costo (previsto)             |
| Shimane (Reattore 3) | 1325               | ABWR      | 12 ottobre 2007    | 2013                               | 2013                              |                              |
| Ohma (Reattore 1) | 1325               | ABWR      | 7 maggio 2010      | 2016                               | 2016                              |                              |
| Totale: 2 reattori per complessivi 2.650 MW |                    |           |                    |                                    |                                   |                              |
| Reattori pianificati ed in fase di proposta |                    |           |                    |                                    |                                   |                              |
| Totale programmati: 1 reattori per complessivi 1.385 MW Totale proposti: 8 reattori per 11.562 MW complessivi                                                       |                    |           |                    |                                    |                                   |                              |
| Reattori dismessi |                    |           |                    |                                    |                                   |                              |
| Centrale | Potenza netta (MW) | Tipologia | Inizio costruzione | Allacciamento alla rete            | Produzione commerciale            | Dismissione                  |
| Fugen ATR | 148                | HWLWR     | 10 maggio 1972     | 29 luglio 1978                     | 20 marzo 1979                     | 29 marzo 2003                |
| Fukushima Dai-ichi (Reattore 1) | 439                | BWR       | 25 luglio 1967     | 17 novembre 1970                   | 26 marzo 1971                     | Dichiarata il 19 maggio 2011 |
| Fukushima Dai-ichi (Reattore 2) | 760                | BWR       | 9 giugno 1969      | 24 dicembre 1973                   | 18 luglio 1974                    | Dichiarata il 19 maggio 2011 |
| Fukushima Dai-ichi (Reattore 3) | 760                | BWR       | 28 dicembre 1970   | 26 ottobre 1974                    | 27 marzo 1976                     | Dichiarata il 19 maggio 2011 |
| Fukushima Dai-ichi (Reattore 4) | 760                | BWR       | 12 febbraio 1973   | 24 febbraio 1978                   | 12 ottobre 1978                   | Dichiarata il 19 maggio 2011 |
| Fukushima Dai-ichi (Reattore 5) | 760                | BWR       | 22 maggio 1972     | 22 settembre 1977                  | 18 aprile 1978                    | 17 dicembre 2013             |
| Fukushima Dai-ichi (Reattore 6) | 1067               | BWR       | 26 ottobre 1973    | 4 maggio 1979                      | 24 ottobre 1979                   | 17 dicembre 2013             |
| Fukushima Dai-ni (Reattore 1) | 1067               | BWR       | 16 marzo 1976      | 31 luglio 1981                     | 20 aprile 1982                    | 30 settembre 2019            |
| Fukushima Dai-ni (Reattore 2) | 1067               | BWR       | 25 maggio 1979     | 23 giugno 1983                     | 3 febbraio 1984                   | 30 settembre 2019            |
| Fukushima Dai-ni (Reattore 3) | 1067               | BWR       | 23 marzo 1981      | 14 dicembre 1984                   | 21 giugno 1985                    | 30 settembre 2019            |
| Fukushima Dai-ni (Reattore 4) | 1067               | BWR       | 28 maggio 1981     | 17 dicembre 1986                   | 25 agosto 1987                    | 30 settembre 2019            |
| Genkai (Reattore 1) | 529                | PWR       | 15 settembre 1971  | 14 febbraio 1975                   | 15 ottobre 1975                   | 27 aprile 2015               |
| Genkai (Reattore 2) | 529                | PWR       | 1º febbraio 1977   | 3 giugno 1980                      | 30 marzo 1981                     | 9 aprile 2019                |
| Hamaoka (Reattore 1) | 515                | BWR       | 10 giugno 1971     | 13 agosto 1974                     | 17 marzo 1976                     | 30 gennaio 2009              |
| Hamaoka (Reattore 2) | 806                | BWR       | 14 giugno 1974     | 4 maggio 1978                      | 29 novembre 1978                  | 30 gennaio 2009              |
| Ikata (Reattore 1) | 538                | PWR       | 1º settembre 1973  | 17 febbraio 1977                   | 30 settembre 1977                 | 10 maggio 2016               |
| Ikata (Reattore 2) | 538                | PWR       | 1º agosto 1978     | 19 agosto 1981                     | 19 marzo 1982                     | 23 maggio 2018               |
| JPDR | 12                 | BWR       | 1º dicembre 1960   | 26 ottobre 1963                    | 15 marzo 1965                     | 18 marzo 1976                |
| Mihama (Reattore 1) | 320                | PWR       | 1º febbraio 1967   | 8 agosto 1970                      | 28 novembre 1970                  | 27 aprile 2015               |
| Mihama (Reattore 2) | 320                | PWR       | 29 maggio 1968     | 21 aprile 1972                     | 25 luglio 1972                    | 27 aprile 2015               |
| Monju (Reattore 1) | 246                | FBR       | 10 maggio 1986     | 28 agosto 1995                     | N.D.                              | 5 dicembre 2017              |
| Ohi (Reattore 1) | 1120               | PWR       | 26 ottobre 1972    | 23 dicembre 1977                   | 27 marzo 1979                     | 1 marzo 2018                 |
| Ohi (Reattore 2) | 1120               | PWR       | 8 dicembre 1972    | 11 ottobre 1978                    | 5 dicembre 1979                   | 1 marzo 2018                 |
| Onagawa (Reattore 1) | 498                | BWR       | 8 luglio 1980      | 18 novembre 1983                   | 1º giugno 1984                    | 21 dicembre 2018             |
| Shimane (Reattore 1) | 439                | BWR       | 2 luglio 1970      | 2 dicembre 1973                    | 29 marzo 1974                     | 30 aprile 2015               |
| Tokai (Reattore 1) | 137                | Magnox    | 1º marzo 1961      | 10 novembre 1965                   | 25 luglio 1966                    | 31 marzo 1998                |
| Tsuruga (Reattore 1) | 340                | BWR       | 24 novembre 1966   | 16 novembre 1969                   | 14 marzo 1970                     | 27 aprile 2015               |
| Totale: 27 reattori per complessivi 17.119 MW |                    |           |                    |                                    |                                   |                              |
| NOTE: - La normativa in vigore prevede la possibilità di sostituzione e/o aumento del parco reattori al termine del ciclo vitale degli impianti ancora in funzione. |                    |           |                    |                                    |                                   |                              |